# Podarcis
Podarcis Wagler, 1830 è un genere di piccoli rettili della famiglia dei Lacertidae, comunemente noti come lucertole. Per lungo tempo è stato considerato un semplice sottogenere di Lacerta, dal quale si distingue sostanzialmente per le squame ventrali di forma subrettangolare anziché trapezoidali a margini laterali obliqui.

## Distribuzione
Il genere ha una distribuzione circummediterranea.

Alcune specie sono endemismi con areale ristretto a piccole isole.

## Tassonomia
Il genere Podarcis comprende le seguenti specie:
| Specie                   | Nomi comuni                                                                              | Autorità               | Dimensioni                                  | Areale attuale | Stato di conservazione |
| ------------------------ | ---------------------------------------------------------------------------------------- | ---------------------- | ------------------------------------------- | --- | ---------------------- |
| Podarcis bocagei         | Lucertola di Bocage                                                                      | Seoane, 1885           |                                             | Iberia nordoccidentale, dalla valle fluviale del Duero in Portogallo settentrionale attraverso gran parte della Galizia, le Asturie e la Castiglia e León nordoccidentale in Spagna. Assente nelle Asturie centrali ed estremamente localizzata in altre zone a nord della Cordigliera Cantabrica.                                                           | [ 3 ]                  |
| Podarcis carbonelli      | Lucertola di Carbonell                                                                   | Pérez Mellado, 1981    |                                             | Areale molto frammentato, dalla Peña de Francia e la Sierra de Gata in Spagna a i monti portoghesi centro-settentrionali, scendendo per la costa portoghese e a sud lungo la costa fino al monte Clérigo. Una popolazione isolata si trova nel parco nazionale di Doñana in Spagna.                                                                          | [ 3 ]                  |
| Podarcis cretensis       | Lucertola di Creta                                                                       | Wettstein, 1952        | Lunghezza corpo-coda: 23 cm Corpo: 6.5 cm   | Creta occidentale e isolotti circostanti. | [ 6 ]                  |
| Podarcis erhardii        | Lucertola di Erhard                                                                      | Bedriaga, 1882         | Lunghezza corpo-coda: 22 cm Corpo: 7 cm     | Gran parte della Grecia continentale tranne il sudovest e numerose isole egee (soprattutto Creta, ma anche Samotracia), Bulgaria meridionale, Macedonia del Nord, Albania occidentale e Serbia meridionale. | [ 8 ]                  |
| Podarcis filfolensis     | Lucertola di Malta Lucertola maltese                                                     | Bedriaga, 1876         | Lunghezza corpo-coda: 25 cm Corpo: 8.5 cm   | Arcipelago maltese (Malta, Gozo, Comino e altri isolotti più piccoli), Linosa e Lampione. Introdotta a Lampedusa. | [ 11 ]                 |
| Podarcis gaigeae         | Lucertola di Sciro                                                                       | Werner, 1930           | Lunghezza corpo-coda: 23 cm Corpo: 6-8.5 cm | Sciro e molti isolotti vicini nelle Sporadi settentrionali e su Piperi. | [ 13 ]                 |
| Podarcis guadarramae     |                                                                                          | Boscá, 1916            |                                             | Penisola iberica. La sottospecie guadarramae si limita al Sistema Centrale, mentre lusitanicus occupa il Portogallo settentrionale e la Spagna nordoccidentale. Una popolazione isolata si trova nei Picos de Europa. |                        |
| Podarcis hispanicus      | Lucertola iberica Lucertola spagnola                                                     | Steindachner, 1870     | Corpo: -5 cm                                | Ristretta a una zona ridotta della Spagna sudorientale. | [ 16 ]                 |
| Podarcis levendis        | Lucertola di Porí                                                                        | Lymberakis et al, 2008 | Lunghezza corpo-coda: 23 cm Corpo: 7.5 cm   | Isole di Porí e Lagouvardos nel mar Egeo sudoccidentale. | [ 17 ]                 |
| Podarcis lilfordi        | Lucertola delle Baleari                                                                  | Günther, 1874          | Lunghezza corpo-coda: 20 cm Corpo: 8 cm     | Ristretto a delle isolotte presso Mallorca, Menorca e il Parco nazionale marittimo-terrestre dell'arcipelago di Cabrera. | [ 19 ]                 |
| Podarcis liolepis        | Lucertola catalana                                                                       | Boulenger, 1905        |                                             | Spagna nordoccidentale, incluso il Sistema Iberico e le Isole Columbretes, da Zamora in occidente e nella Valencia occidentale e settentrionale nel sud. Alcune popolazioni isolate si trovano nelle zone umide della Cordigliera Betica. |                        |
| Podarcis melisellensis   | Lucertola adriatica Lucertola di Melisello                                               | Braun, 1877            | Lunghezza corpo-coda: 22 cm Corpo: 6.5 cm   | Endemico alla costa adriatica orientale, dalla regione calcare presso Montefalcone attraverso la Slovenia sudoccidentale, la Croazia costale, Bosnia ed Erzegovina, Montenegro e l'Albania nordoccidentale. | [ 22 ]                 |
| Podarcis milensis        | Lucertola di Milo                                                                        | Bedriaga, 1882         | Lunghezza corpo-coda: 21 cm Corpo: 7.5 cm   | Milo | [ 24 ]                 |
| Podarcis muralis         | Lucertola muraiola Lucertola dei muri Lucertola delle muraglie Lucertola murale Muraiola | Laurenti, 1768         | Lunghezza corpo-coda: 22 cm Corpo: 7.5 cm   | Diffusa in gran parte dell'Europa centrale e meridionale. Assente nella maggior parte della Penisola iberica, le isole mediterranee più grandi, le isole britanniche e gran parte delle isole greche (tranne Corfu, Eubea centrale e Samotracia). Introdotta in Gran Bretagna, i Paesi bassi, Belgio, Svizzera, Austria, Germania, Canada e gli Stati Uniti. | [ 26 ]                 |
| Podarcis peloponnesiacus | Lucertola del Peloponneso                                                                | Bibron & Bory, 1833    | Lunghezza corpo-coda: 26 cm Corpo: 8.5 cm   | | [ 28 ]                 |
| Podarcis pityusensis     | Lucertola delle Pitiuse                                                                  | Boscá, 1883            | Lunghezza corpo-coda: 24 cm Corpo: 9.5 cm   | | [ 30 ]                 |
| Podarcis raffonei        | Lucertola delle Eolie Lucertola delle Isole Eolie Lucertola eoliana                      | Mertens, 1952          | Lunghezza corpo-coda: 26 cm Corpo: 8.5 cm   | | [ 32 ]                 |
| Podarcis siculus         | Lucertola campestre Lucertola sicula                                                     | Rafinesque, 1810       | Lunghezza corpo-coda: 26 cm Corpo: 9 cm     | | [ 34 ]                 |
| Podarcis tauricus        | Lucertola del Tauro                                                                      | Pallas, 1814           | Lunghezza corpo-coda: 25 cm Corpo: 8 cm     | Europa sudorientale, presente in gran parte dell'entroterra greco, l'Albania, Macedonia, Bulgaria, parti di Serbia, Romania occidentale, Ucraina meridionale e un areale ristretto in Ungheria. Presente anche in alcune isole Ionie (inclusi Corfu, Cefalonia, Itaca e Zante), Taso e una zona ristretta dell'Anatolia.                                     | [ 36 ]                 |
| Podarcis tiliguerta      | Lucertola tirrenica Lucertola tiliguerta                                                 | Gmelin, 1789           | Lunghezza corpo-coda: 25 cm Corpo: 6.5 cm   | Corsica, Sardegna e numerose isolotte vicine. Soppiantato in Corsica meridionale da P. siculus. | [ 38 ]                 |
| Podarcis vaucheri        | Lucertola dell'Andalusia                                                                 | Boulenger, 1905        |                                             | | [ 39 ]                 |
| Podarcis virescens       | Lucertola di Geniez                                                                      | Geniez et al, 2014     |                                             | |                        |
| Podarcis waglerianus     | Lucertola siciliana Lucertola di Wagler                                                  | Gistel, 1868           | Lunghezza corpo-coda: 25 cm Corpo: 7.5 cm   | | [ 41 ]                 |

### Podarcis: maschile o femminile?
Il genere Podarcis è stato oggetto di una lunga controversia nomenclaturale.

Il nome, introdotto dal Wagler nel 1830, deriva dal termine omerico "podárkes" (in greco ποδαρκής = "piè veloce") che è un aggettivo con una forma comune per i generi maschile e femminile.
Sfortunatamente nella pubblicazione originale l'autore omette di specificare se il termine è utilizzato al maschile o al femminile.

Bonaparte (1836) nella sua Iconografia della fauna italica, declina Podarcis come femminile, citando P. taurica, P. muralis sicula, ecc. 

Fitzinger (1843), nel definire P. muralis come specie tipo del genere, pur utilizzando ancora una volta un epiteto specifico "ambiguo", declinabile sia al maschile che al femminile, considera però esplicitamente il genere come maschile.

Recentemente l'erpetologo tedesco Böhme ha sollevato il problema ritenendo che in mancanza di specifiche da parte di Wagler ed in base alla descrizione della specie tipo da parte di Fitzinger il termine dovesse essere declinato al maschile. I relativi epiteti specifici per concordanza dovevano essere mutati in siculus, tauricus, waglerianus, etc.

Tale proposta ha incontrato la strenua opposizione di Lanza & Boscherini (2000) e di Arnold (2000) che con differenti motivazioni hanno continuato a sostenere la validità dell'accezione femminile del termine. In particolare Arnold, si appella all'articolo 24.2 del Codice internazionale di nomenclatura zoologica, che stabilisce, in caso di controversie, la validità della determinazione del cosiddetto "Primo revisore", cioè del primo autore che affronta la questione in una pubblicazione (in questo caso Bonaparte). Al di là di questo, asseriscono Lanza e Arnold, la declinazione al femminile è entrata nella consuetudine della maggioranza degli autori e la stragrande maggioranza delle pubblicazioni scientifiche la utilizza.

Böhme & Köhler (2005) hanno tuttavia obiettato che l'articolo 30.1.4.2. del Codice stabilisce inequivocabilmente che
Tale argomentazione sembra effettivamente conclusiva e pertanto il genere Podarcis, al di là delle differenti consuetudini, e a meno di ulteriori differenti pronunciamenti della Commissione internazionale di nomenclatura zoologica (ICZN), deve essere considerato di genere maschile.